# Diego Mariño
Diego Mariño Villar (ur. 9 maja 1990 w Vigo) – hiszpański piłkarz grający na pozycji bramkarza. Obecnie jest zawodnikiem Granada CF.

## Kariera klubowa
Do 2010 roku występował w drużynie młodzieżowej Villarreal CF. W tym czasie był powoływany do kadr juniorskich Hiszpanii: U-17 oraz U-19. W 2010 roku dołączył do zespołu rezerw − Villarreal B. W rozgrywkach Segunda División zadebiutował 27 sierpnia 2010 w meczu przeciwko Realowi Valladolid (0:3). W 2012 roku dołączył do kadry pierwszego zespołu, który spadł z Primera División.

## Kariera reprezentacyjna
Mariño brał udział w Mistrzostwach Świata U-17 2007 (srebro), Mistrzostwach Europy U-19 2009, Mistrzostwach Świata U-20 2009 oraz w Mistrzostwa Europy U-21 2011 (złoto). W 2012 roku wystąpił wraz z kadrą U-23 na Igrzyskach Olimpijskich w Londynie.